# Ристо Ђого
Ристо Ђого (Калиновик, 12. фебруар 1956 — Зворник, 12. септембар 1994) био је новинар Српске радио-телевизије за време рата у Босни и Херцеговини и први предсједник Удружења новинара Републике Српске.

## Биографија
Ристо Ђого је рођен 12. фебруара 1956. у Калиновику, од оца Која и мајке Јованке (рођ. Сладоје), који су се са породицом преселили у Сарајево 1958. године. У Сарајеву је завршио основну школу и Трећу сарајевску гимназију. На Факултету политичких наука Универзитета у Сарајеву (одсјек журналистика) дипломирао је 1979, са изузетним просјеком. Као студент објављивао је у студентском листу „Наши дани”. Већ као млади новинар волонтира у новинама „Ослобођење” и на Радио Сарајеву, гдје се ускоро послије дипломирања запослио. У предратној Телевизији Сарајево је прошао све функције од новинара, преко уредника до главног и одговорног уредника. Гордану Драгаш је оженио 1983. са којом је стекао два сина (Марка и Дарка).
Сарајевској јавности је постао познат већ касних осамдесетих када се јавно ставио на страну Вука Драшковића, односно када је потврђивао аутентичност догађаја на основу којих је написан Драшковићев роман „Нож”.

### Ратни период
Дан послије почетка рата, Ђого је са супругом и дјецом, прешао на Пале, одакле је извјештавао као стални дописник Радио Београда. Средином априла 1992. учествује у формирању Српске новинске агенције „Срна”, а убрзо је иницирао и оснивање Српског радија на Палама. Недуго затим, појављује се као један од оснивача и Српске телевизије, гдје је уређивао информативни програм и обављао дужности главног и одговорног уредника. Поред организационог рада, Ђого се појављивао и као ратни репортер, али и као водитељ информативне емисије Дневник СРТ-а.
Као водитељ Дневника, нарочито је запамћен по завршницама у којима је на шаљив, саркастичан или ироничан начин приказивао догађаје из рата, исмијавао потезе муслиманских (данас: бошњачких) политичара, али и режима Слободана Милошевића. Ти скечеви су му донијели велику популарност у српском народу, али и омразу код Хрвата и Муслимана.
О његовом раду у том периоду сликовито говори тада популарна анегдота: „Када би Муслимани ухватили Радована Караџића, мијењали би га за Ристу Ђогу”.

### Смрт
Његова изненадна смрт изазвала је контроверзе у јавности. У петак вече, 9. септембра 1994. у Зворнику, у спортској дворани, одржан је хуманитарни концерт Српске телевизије. Учествовало је неколико познатих извођача и пјевача, а међу њима и Ристо Ђого, са својим хумористичким прилозима. Ристо је посебно награђен аплаузима за своје досјетке о санкцијама и Муслиманима, али и о властима у Србији. По завршетку концерта, Ристо је, својим колима кренуо према мотелу „Видиковац”, гдје је приређена вечера и обезбијеђено преноћиште. Негдје око поноћи изашао је на терасу. Наслоњен на ограду, закратко је био према Дрини. Потом је сјео за сто на тераси. Негдје око двадесет минута послије поноћи, кренуо је у ресторан. Од тог тренутка је нестао. Настала је општа потрага. Уз помоћ телевизијских рефлектора прегледана је цијела околина мотела. Неки су се конопцима спуштали до језера. Убрзо је стигао и чамац са рефлектором. Детаљно је истражена ји Дрина која ту пред хидроцентралом застаје. Његово тијело нађено је у Дрини, у Зворничком језеру, 12. септембра 1994. године.
Званични извјештаји су говорили о несрећном случају, али његова смрт је изазвала бројне контроверзе у јавности које су будиле сумњу да је Ђого убијен.  У то доба сукоб између ратног руководства Републике Српске и Милошевићевог режима био је снажан, па су се бројне варијанте о његовој смрти доводиле у везу са Ђоговим провокацијама на рачун Слободана Милошевића. Сахрањен је 16. септембра 1994. на гробљу Јахорински поток на Палама.

## Након смрти
Данас се лик Ристе Ђоге памти углавном по завршницама Дневника. У штампи у Федерацији БиХ се повремено помиње у ироничном контексту. Тако, сарајевски новинар Сенад Авдић, Ђогов предратни пријатељ, у својим уводницима у часопису „Дани” понекад прави осврте на рачун Риста Ђога, као и Миљенко Јерговић и неки други.